# 原田富士雄
原田 富士雄（はらだ ふじお、1947年 - ）は、元アマチュア野球選手・指導者である。ポジションは外野手。

## 来歴・人物
浪華商業高校では3年生の時に1964年春の選抜に中堅手、一番打者として出場。チームは準々決勝まで進むが、博多工の橋本孝志に抑えられ敗退。
卒業後には近畿大学に入学する。関西六大学野球リーグではエース山下律夫を擁し、1966年春季リーグで近大の初優勝を経験。これを含めて在学中に3度のリーグ優勝を果たす。同年の大学全日本選手権では、決勝で倍賞明らを打の主軸とする日大に敗れ準優勝。大学同期に有藤通世、藤原満をはじめ、加納茂（電電近畿）、小島健郎（日本生命）両投手、阪口正晴（大昭和製紙）外野手などがいる。
大学卒業後は社会人野球の電電近畿チームに入団する。俊足、強打の外野手として活躍し、1970年の都市対抗では準決勝に進むが丸善石油の谷山高明（愛媛相互銀行から補強）、久玉清人の継投の前に敗れる。同年から6年連続で都市対抗に出場した。1988年から3年間NTT関西の監督を務めた。
その後は、日本野球連盟の競技力向上専門委員会副委員長、理事、選抜高等学校野球大会の選考委員を歴任し、アマチュア野球の発展に尽力した。1997年には大阪市、神戸市で開催された4か国国際野球大会の全日本メンバーの監督を務めた。
またその一方で、日本放送協会で高校野球解説者を務めた。
1996年8月21日、全国高等学校野球選手権大会決勝、松山商対熊本工「奇跡のバックホーム」において、解説を勤めている。